# SS Martha
SS Martha är en dansk film från 1967, med manus av Erik Balling och Henning Bahs samt med regi av Balling. Handlingen utspelas ombord på ett omodernt, nästan bortglömt lastfartyg i den danska O P Anderssens stora rederi. Medan ledningen sitter på ett flott rederikontor i Köpenhamn går den gamla ångaren för det mesta i det närmaste utan last mellan olika hamnar nere i Medelhavet. Livet ombord är som en annan värld och kommunikationen med rederikontoret lider kraftigt av att telegrafisten ombord är ordblind. Som på alla fartyg råder en given, respektfull relation mellan de olika avdelningarna ombord där navet utgörs av överdådiga måltider i en välpolerade mäss, i bjärt kontrast till den i övrigt mycket slitna miljön ombord.
Sedan år 1948 har den statliga myndigheten Handelsflottans välfärdsråd, år 1976 namnändrat till Handelsflottans Kultur- och Fritidsråd, idag administrativt inordnat i Sjöfartsverkets under benämningen Sjömansservice), bistått handelsflottan med bland annat biblioteksservice. När filmen s/s Martha denna väg blev tillgänglig för svenskt sjöfolk var succén ganska given. Sedan 1990-talet har de flesta ombordanställda även i mindre rederier sett filmen och såväl i Danmark som Sverige ordnas Martha-kvällar med avmönstrad personal förstärkt med en växande skara intresserad allmänhet. En av de mer berömda permanenta Martha-klubbarna finns sedan 1986 i hamnstaden Svendborg på södra Fyn  men i Sjömansservice (tidigare HKF) anläggningar i Rosenhill (Göteborg) och Kaknäs (Stockholm) ordnas åtminstone någon gång om året en Marthakväll. Även på facebook finns en s/s Marthaklubb.

## Medverkande
- Ove Sprogøe
- Morten Grunwald
- Poul Reichhardt
- Poul Bundgaard
- Karl Stegger
- Paul Hagen
- Preben Kaas
- Helge Kjærulff-Schmidt
- Lily Weiding
- Hanne Borchsenius
- Henrik Wiehe
- Birger Jensen
- Bjørn Puggaard-Müller
- Gunnar Bigum
- Holger Vistisen